# نافيفورم

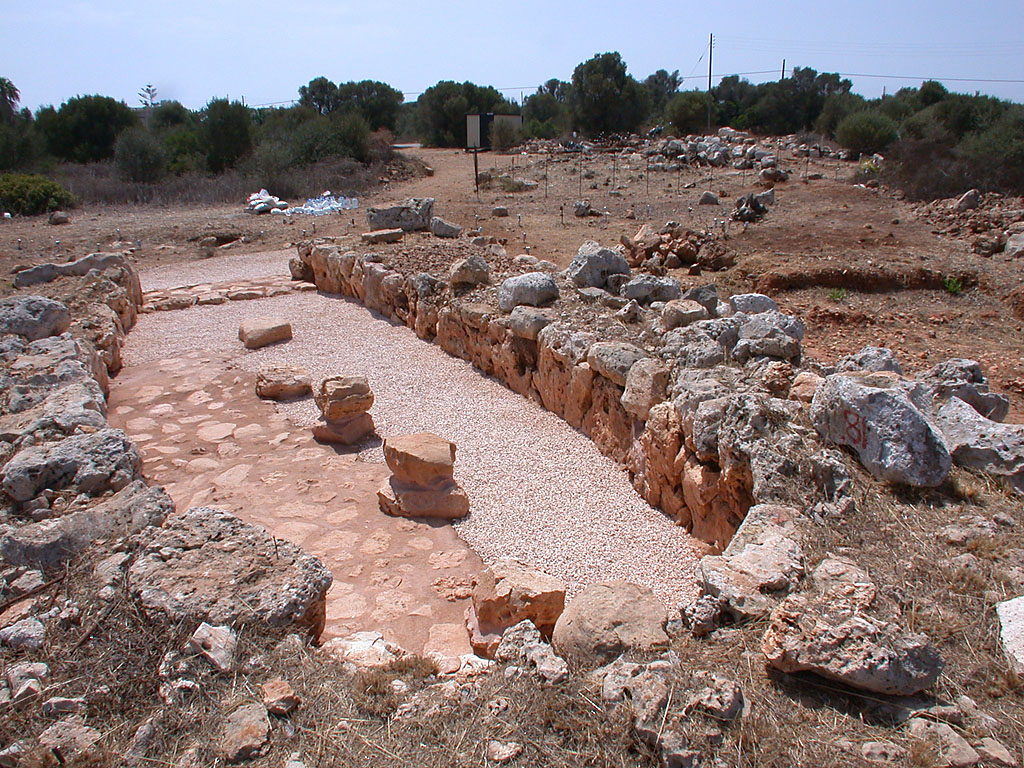
نافيفورم

نافيفورم (نافيتيفورم سابقًا) هو اسمٌ يُطلق على المنزل المبنيّ على شكلِ قارب عصور ما قبل التاريخ بُني في جزر البليار الإسبانية. يعود تاريخ المباني الشبيهة بالكوخ إلى العصر البرونزي المبكر أو فترة ما قبل الحياة (حوالي 2500-1200 قبل الميلاد). كان المبنى كبيرًا بشكل عام وله جدران قويّة، وكان لها وظائف مزدوجة للأنشطة الإنتاجية ومساحات المعيشة. عُثر على منازل على هيئة النافيفورم في قرى مختلفة لكنّ التنقيب تركَّزَ في بوكير وسا فال وسون ميرسي دو بيكس (الاسم الأصلي: Son Mercer de Baix).
نشأت كلمة نافيفورم من تشابه المبنى مع هيكل منورقة، ونظرًا للتشابه في البناء كان يُطلق على الملاح في البداية اسم نافيتيفورم (بالإسبانية: navetiforme)‏، وهو شكلٌ من أشكال ما يُعرف بالنيفاتا (بالإسبانية: neveta)‏ لكن ومعَ مرور الوقت بُسِّطَت الكلمة إلى نافيفورم. عندما يُعثر على منزلٍ (أو شكل هندسي) يُشبه النافيتا وآخر يُشبه نافيفورم في نفس المكان أو على مقربةٍ من بعضهما البعض، يجدُ الباحثين بعض الصعوبة في التمييز بينهما على الرغمِ من كون نافيفورم منزلًا بينما النافيتا تُطلَقُ على قبور. يعتقدُ الباحثون أن الأُسْرة الممتدة التي يبلغ متوسّط عدد أفرادها 20 شخصًا يُمكن أن تعيش في نافيفورم.

## البناء
عادةً ما كان النافيفورم يُبنى من الحجر الجاف، باستخدام تقنية البناء السيكلوبي. حجر مسطح بقاعدة نصف مدفونة يكمن وراء المسار الأول من الحجارة الكبيرة جدا. يستمرون في الصعود مع المزيد من الحجارة التي تصبح أصغر بكثير. يتكون المقطع العرضي للجدار من ثلاثة أجزاء: الجدار الخارجي بالحجارة الأكبر، والجدار الداخلي المقابل للجزء الداخلي من المقصورة، وبينها حشوة من التراب والأحجار الصغيرة. يتم إمالة الجدارين بحيث يتناقص سمك الجدار مع الارتفاع ويتم دعمهما بمواد الحشو بينهما.
على الرغم من أن المبنى طويل جدًا، إلا أنه يتميز بالشكل المميز للسفينة. الأبعاد النموذجية ستكون 8 متر (26 قدم)، حتى 15 متر (49 قدم) أو 20 متر (66 قدم) طويل. السماكة الكبيرة لجدرانه، بمتوسط 2.5 متر (8.2 قدم) يجعل المساحة المفيدة للغرفة الداخلية صغيرة. لم يتم الحفاظ على معظم الأسقف، ولكن من المفترض أنها كانت من مواد طبيعية ذات سقف مائل مصنوع من أغصان سميكة على شكل عوارض ومغطاة بالفروع والأوراق والطين، وكلها مدعومة على عدد من الأعمدة مرتبة على طول المحور الطولي للمبنى. يتكون السقف الوحيد المحفوظ من ألواح حجرية، لكن لا يُعتقد أنه نموذجي، لأن حقيقة كونه مصنوعًا من الحجر ربما كان العامل الحاسم في وجوده في الوقت الحاضر.
في كثير من الحالات، هناك العديد من الأشكال البحرية المرفقة، وتشكل مجموعات تصل إلى أربعة. ومع ذلك، فإن هذه تتوافق مع المباني المضافة في أوقات مختلفة. يوجد داخل العديد منها هياكل معقدة مصنوعة من الطين والبلاط المسطح، موضوعة أفقيًا ورأسيًا، والتي كانت بمثابة مطبخ وغرفة تخزين. غالبًا ما توجد جدران صغيرة تقسم الغرفة إلى ثلاث أو أربع غرف أصغر. هذه تعديلات من العصر الروماني، حيث ظل العديد من الأكواخ قيد الاستخدام لما يقرب من ألفي عام.
مدخله الوحيد على نهايته المسطحة. كانت توجد ثقوب صغيرة في الأرض المقابلة للمدخل، لتشكل نصف دائرة للشرفة. كان المدخل عبارة عن لوح علوي يعمل كعتب، ونصفه الآخر مدفون في الأرض وهو العتبة. تحت هذا اللوح، كان من الشائع العثور على بقايا حريق صغير من الفتح الطقسي للمسكن.